# هفت پسر دفاع ملی
هفت پسر دفاع ملی ( Chinese ) گروهی از دانشگاه‌های دولتی وابسته به وزارت صنعت و فناوری اطلاعات چین است.   به طور گسترده اعتقاد بر این است که آنها مشارکت و پروژه های علمی نزدیک با ارتش آزادیبخش خلق دارند.  

## دانشگاه ها
دانشگاه های هفت پسر دفاع ملی عبارتند از: 
- دانشگاه بیهانگ در هایدیان، پکن
- موسسه فناوری پکن در هایدیان، پکن
- دانشگاه مهندسی هاربین در هاربین، هیلونگجیانگ
- موسسه فناوری هاربین در هاربین، هیلونگجیانگ
- دانشگاه هوانوردی و فضانوردی نانجینگ در نانجینگ، جیانگ سو
- دانشگاه علم و صنعت نانجینگ در نانجینگ، جیانگ سو
- دانشگاه پلی تکنیک شمال غربی در شیان، شانشی

## بازدیدها
سه چهارم فارغ التحصیلان دانشگاهی که توسط شرکت های دولتی مرتبط با دفاع در چین استخدام می شوند از هفت پسر هستند.  هفت پسر حداقل نیمی از بودجه تحقیقاتی خود را به محصولات نظامی اختصاص می دهند. به گفته مؤسسه هوور ، هفت پسر "به عنوان مسیرهای اصلی برای برداشت تحقیقات ایالات متحده و انحراف آن به کاربردهای نظامی عمل می کنند." در سال 2020، دولت ایالات متحده دانشجویان مدارس هفت پسر را از تحصیل در برنامه های تحصیلات تکمیلی در ایالات متحده منع کرد. 

## همچنین ببینید
- هفت خواهر (کالج)
- لیگ C9
- لیگ برتری
- پروژه 985